# 1便士硬幣
1便士硬幣（英語：one penny）是英鎊硬幣的一種，於1971年2月15日十進制日開始發行，正面有英國君主的肖像。最後一版的伊麗莎白二世1便士硬幣於2015年設計。在她逝世之後，查理斯三世版的硬幣在2022年開始發行。1便士硬幣最初是用青銅鑄造的，但是自1992年以來，由於金屬價格上漲，1便士硬幣已改用鍍銅鋼鑄造。

## 外部連結
- Royal Mint - 1p coin（页面存档备份，存于）
- British Penny Pictures（页面存档备份，存于）
- Coins of the UK - Decimal One Penny（页面存档备份，存于） on www.coins-of-the-uk.co.uk
- Pictures of Coins of the UK - Decimal One Penny（页面存档备份，存于） on www.ukcoinpics.co.uk
- British Coins（页面存档备份，存于） - information about British coins (from 1656 to 1952)
- Coins from United Kingdom: One Penny | Online Coin Club（页面存档备份，存于）